# مایتینگن
مایتینگن (به آلمانی: Meitingen) یک شهر در آلمان است که در آوگسبورگ واقع شده‌است.

## خواهرخوانده
شهر Pouzauges خواهرخواندهٔ مایتینگن هست.